# Hans Lindström (konstnär)
Hans Lindström, född 1943 i Stockholm, är en svensk formgivare och målare.
Hans Lindström utbildade sig på Konstfack i Stockholm 1965-69 och vid Kyoto City College of Fine Arts i Kyoto i Japan 1966-67. Han har arbetat på Erik och Tore Ahlséns arkitektbyrå/Ahlséngruppen/Ahlsén och Lindström 1969-96 och varit egen företagare därefter.

## Offentliga verk i urval
- Konstnärlig utsmyckning av Solna centrum (1989) tillsammans med Bo Ahlsén) [1]
- Muralmålning i Gävle (omkring 1990), Stadshypoteks hus i Gävle, fasaden mot Centralgatan, i Gävle [2]
- Pompejiansk färgklang, muralmålning (1994), väg på Skotten 8, vid innegården, Kungsgatan 51 i Stockholm[3]